# Pseudographis
Pseudographis är ett släkte av svampar. Pseudographis ingår i familjen Triblidiaceae, ordningen Triblidiales, divisionen sporsäcksvampar och riket svampar.
|               | Blitridium                                                                       |
|               |                                                                                  |
|               | Huangshania                                                                      |
|               |                                                                                  |
|               | Triblidium                                                                       |
|               |                                                                                  |
| Pseudographis | \| \| Pseudographis icerbae \| \| \| \| \| \| Pseudographis pinicola \| \| \| \| |
|               | \| \| Pseudographis icerbae \| \| \| \| \| \| Pseudographis pinicola \| \| \| \| |
|               | Pseudographis icerbae                                                            |
|               |                                                                                  |
|               | Pseudographis pinicola                                                           |
|               |                                                                                  |

|  | Pseudographis icerbae  |
|  |                        |
|  | Pseudographis pinicola |
|  |                        |